# Disclaimer II
Disclaimer II è il terzo album della band post-grunge sudafricana Seether, pubblicato nel 2004.

## Tracce
1. Gasoline – 2:49
2. 69 Tea – 3:31
3. Fine Again – 4:04
4. Needles – 3:26
5. Driven Under – 4:34
6. Pride – 4:07
7. Sympathetic – 4:07
8. Your Bore – 3:53
9. Fade Away – 3:53
10. Pig – 3:22
11. Fuck It – 2:58
12. Broken – 4:18
13. Sold Me – 3:41
14. Cigarettes – 3:11
15. Love Her – 4:12
16. Take Me Away – 3:56
17. Got It Made – 5:10
18. Out of My Way – 3:52
19. Hang On – 3:11
20. Broken (feat. Amy Lee) – 4:18

Le prime 12 tracce dell'album sono le stesse presenti nell'album Disclaimer.